# کلمنت ریگو
کلمنت ریگو (انگلیسی: Clément Rigaud؛ زادهٔ ۲۶ سپتامبر ۱۹۸۴) بازیکن فوتبال اهل فرانسه است که به عنوان دروازه‌بان بازی می‌کند.
از باشگاه‌هایی که در آن بازی کرده‌است می‌توان به باشگاه فوتبال استاد رنس و باشگاه فوتبال گنگام اشاره کرد.